# Boarding Gate
Boarding Gate è un film del 2007 diretto da Olivier Assayas, presentato fuori concorso al 60º Festival di Cannes.

## Trama
Una ex prostituta italiana, Sandra, rivede il suo amante di un tempo Miles, un finanziere internazionale. La loro relazione è fatta di fascino e repulsione reciproci, d'attrazione sessuale e monetaria che li conduce a dei giochi pericolosi e a dei rapporti perversi. Dopo aver ucciso Miles e a causa di un'accusa riguardo allo spaccio di droga Sandra è obbligata a partire per Hong Kong dove lei scappa più volte a dei sicari e dove scopre che lei è la vera complice dell'omicidio che ha commesso.